# The Messengers (serie televisiva)
The Messengers è una serie televisiva statunitense che va in onda sul canale televisivo The CW dal 17 aprile 2015.
Visti gli ascolti non soddisfacenti registrati dai primi episodi, il network statunitense il 7 maggio 2015 ha annunciato l'intenzione di non rinnovare la serie al termine della prima stagione, lasciando la serie priva di finale.

## Trama
Un misterioso oggetto precipita sulla Terra, causando un'onda d'urto che provoca la morte di cinque persone, resuscitate poi dopo pochi minuti. I membri del gruppo sono Vera, un'astronoma che è alla ricerca di suo figlio scomparso; Erin, una giovane madre che cerca di proteggere sua figlia Amy dal suo violento ex marito; Peter, uno studente orfano dalla vita travagliata; Raul, un agente federale che sta cercando di sfuggire dal suo incarico sotto copertura; e Joshua, un carismatico predicatore. Il mistero si infittisce quando una strana figura, conosciuta solo come il Diavolo, offre a Vera la posizione del figlio rapito sette anni prima, a patto che lei uccida Rose, un'infermiera che è stata in coma per sette anni dopo essere stata colpita da uno sconosciuto. Uniti dal destino e dalla profezia biblica, i "Messaggeri" presto impareranno che hanno doni soprannaturali e che potrebbero essere l'unica speranza per evitare l'Apocalisse imminente.

## Personaggi e interpreti
- Vera Buckley, interpretata da Shantel VanSanten.
Una radio-astronoma emotiva e combattente. È alla ricerca di suo figlio scomparso, rapito sette anni prima. Il suo dono è quello di camminare con lo spirito.
- Il Diavolo, interpretato da Diogo Morgado.
Inquietante figura che cerca di fermare i Messaggeri. Non può danneggiare o uccidere nessun Messagero; ciò lo porta a manipolare le persone per cercare di realizzare i suoi scopi. In alcuni episodi li aiuterà.
- Raul Garcia, interpretato da J. D. Pardo.
Un ex trafficante di droga che è diventato un agente federale per far cadere le accuse. Il suo dono è quello di leggere la mente.
- Peter Moore, interpretato da Joel Courtney.
Uno studente orfano dalla vita travagliata. Il suo dono è quello di possedere una super forza.
- Joshua Silburn, interpretato da Jon Fletcher.
Un predicatore evangelista che lotta per trovare il suo posto nel mondo. Il suo dono è quello di avere visioni psichiche del futuro.
- Erin Calder, interpretata da Sofia Black-D’Elia.
Una giovane donna che cerca di trovare una nuova vita per sé e per la figlia dopo la fuga dal marito violento e maniaco del controllo. Il suo dono è quello di poter guarire le persone.
- Alan Harris, interpretato da Craig Frank.
Astronomo amico di Vera, ignaro dei poteri dell'amica e degli altri Messaggeri.
- Rose Arvale, interpretata da Anna Diop.
Il “leader” dei Messaggeri che li aiuta a capire i loro poteri. Trova per il gruppo una casa pignorata dove poter vivere e utilizza un bar come base operativa. Il suo dono è quello di poter parlare e comprendere qualsiasi linguaggio del mondo. Ma si scopre essere un cavaliere dell'apocalisse, quello della morte.

## Episodi
| Stagione       | Episodi | Prima TV originale | Prima TV Italia |
| -------------- | ------- | ------------------ | --------------- |
| Prima stagione | 13      | 2015               | 2016            |

## Produzione
L'episodio pilota fu ordinato dalla rete televisiva The CW l'8 maggio 2014. La serie doveva iniziare il 10 aprile 2015, ma l'inizio fu posticipato di una settimana.